# Куллин 3
 Куллин-3  (англ. Cullin-3, CUL3) — белок, кодируемый у человека геном  CUL3 . 
Этот ген кодирует члена белкового семейства куллинов. Кодируемый белок играет важную роль в полиубиквитинизации и последующей деградации специфических белковых субстратов в качестве основного компонента и скэффолд-белка  комплекса убиквитинлигазы Е3. Комплексы, включающие кодированный белок, могут также играть роль в конце созревания эндосомы. Мутации в этом гене являются причиной псевдогипоальдостеронизма типа 2Е. Существуют альтернативные варианты сплайсинга, кодирующие множественные изоформы.

## Взаимодействия
CUL3, как было выявлено, взаимодействует с KLHL12, CAND1, KEAP1, DCUN1D1 и циклин Е1. 